# Svarttjärnen (Färila socken, Hälsingland, 684897-148483)
Svarttjärnen är en sjö i Ljusdals kommun i Hälsingland och ingår i Ljusnans huvudavrinningsområde.